# Klasa okręgowa (grupa gdańska II)
Klasa okręgowa, grupa gdańska II – jedna z 3 grup klasy okręgowej na terenie województwa pomorskiego, która jest rozgrywkami szóstego poziomu ligowego piłki nożnej mężczyzn w Polsce, stanowiąca pośredni szczebel rozgrywkowy między IV ligą a Klasą A. 
Zmagania w jej ramach toczą się cyklicznie systemem kołowym. Zwycięzcy grupy uzyskują awans do IV ligi, gr. pomorskiej zaś najsłabsze zespoły relegowane są do poszczególnych grup klasy A. Organizatorem rozgrywek jest Pomorski Związek Piłki Nożnej (Pomorski ZPN).

## Zwycięzcy i drużyny awansujące
| Sezon     | Zwycięzca grupy        | Pozostałe drużyny awansujące   | Źródło |
| --------- | ---------------------- | ------------------------------ | ------ |
| 2023/2024 | Wierzyca Pelplin       | Kolejarz Chojnice              | [ 1 ]  |
| 2022/2023 | Supra Kwidzyn          | Radunia II Stężyca             | [ 2 ]  |
| 2021/2022 | Pomezania Malbork      | Powiśle Dzierzgoń              | [ 3 ]  |
| 2020/2021 | Borowiak Czersk        | brak                           | [ 4 ]  |
| 2019/2020 | Sokół Zblewo           | Chojniczanka II Chojnice       | [ 5 ]  |
| 2018/2019 | Gwiazda Karsin         | brak                           | [ 6 ]  |
| 2017/2018 | Wda Lipusz             | brak                           | [ 7 ]  |
| 2016/2017 | Radunia Stężyca        | brak                           | [ 8 ]  |
| 2015/2016 | Grom Nowy Staw         | brak                           | [ 9 ]  |
| 2014/2015 | Rodło Kwidzyn          | Gryf 2009 Tczew                | [ 10 ] |
| 2013/2014 | KP Starogard Gdański   | Centrum Pelplin                | [ 11 ] |
| 2012/2013 | Olimpia Sztum          | Żuławy Nowy Dwór Gdański       | [ 12 ] |
| 2011/2012 | Czarni Przemysław      | Rodło Kwidzyn                  | [ 13 ] |
| 2010/2011 | KP Starogard Gdański   | Chojniczanka II/Jantar Pawłowo | [ 14 ] |
| 2009/2010 | Pogoń Prabuty          | Grom Kleszczewo                | [ 15 ] |
| 2008/2009 | Wierzyca Pelplin       | Żuławy Nowy Dwór Gdański       | [ 16 ] |
| 2007/2008 | Chojniczanka Chojnice  | Pomezania Malbork, Wisła Tczew | [ 17 ] |
| 2006/2007 | Unia Tczew             | brak                           | [ 18 ] |
| 2005/2006 | Orzeł Trąbki Wielkie   | brak                           | [ 19 ] |
| 2004/2005 | Czarni Pruszcz Gdański | Wierzyca Pelplin               | [ 20 ] |
| 2003/2004 | Rodło Kwidzyn          | brak                           | [ 21 ] |
| 2002/2003 | Lechia Gdańsk          | Powiśle Dzierzgoń              | [ 22 ] |
| 2001/2002 | Rodło Kwidzyn          | brak                           | [ 23 ] |
| 2000/2001 | Unia Tczew             | brak                           | [ 24 ] |